# Saint-Mars-de-Locquenay
Saint-Mars-de-Locquenay – miejscowość i gmina we Francji, w regionie Kraj Loary, w departamencie Sarthe.
Według danych na rok 1990 gminę zamieszkiwało 406 osób, a gęstość zaludnienia wynosiła 19 osób/km² (wśród 1504 gmin Kraju Loary Saint-Mars-de-Locquenay plasuje się na 904. miejscu pod względem liczby ludności, natomiast pod względem powierzchni na miejscu 506.).
W miejscowości od 1990 znajduje się prawosławny klasztor św. Sylwana.